# Алорос
 Тази статия е за бившето село в Урумлъка.  За кожанското село, чието име до 1926 година е Каляни, вижте Еани.  За мъгленското село, чието гръцко име след 1922 година е Алорос, вижте Рудино.
Алорос или Каляни (на гръцки: Άλωρος, до 1926 година Κάλιανη, Каляни) е бивше село в Република Гърция, дем Александрия, област Централна Македония.

## География
Селото е било разположено в областта Урумлък (Румлуки), на 6 m надморска височина югоизточно от паланката Гида (днес Александрия), на 2 km северно от село Клиди, близо до река Колудей и Солунския залив.

## История

### В Античността
В Античността в околностите на делтата на Халиакмон (Бистрица) е разположен град Алорос. От Алорос произхожда Птолемей I Алорит.

### В Османската империя
В XIX век Каляни е гръцко чифлигарско село в Солунска каза на Османската империя. Александър Синве („Les Grecs de l’Empire Ottoman. Etude Statistique et Ethnographique“) в 1878 година пише, че в Каляни (Kalliani), Камбанийска епархия, живеят 270 гърци. В 1900 година според Васил Кънчов („Македония. Етнография и статистика“) в Каляни живеят 107 гърци християни и 48 цигани. По данни на секретаря на Българската екзархия Димитър Мишев („La Macédoine et sa Population Chrétienne“) в 1905 година в Каляни (Kaliani) живеят 100 гърци.

### В Гърция
През Балканската война в 1912 година в селото влизат гръцки части и след Междусъюзническата в 1913 година Каляни остава в Гърция. В 1926 година е прекръстено на Алорон или Алорос.
В 1949 година Алорос и Клиди са откъснати от община Корифи и образуват самостоятелна община Клиди. Селото фигурира в преброяванията за последен път в 1971 година.
След преброяването от 1971 година жителите на селото са броени към Клиди.
| Година    | 1913 | 1920 | 1928 | 1940 | 1951 | 1961 | 1971 | 1981 | 1991 | 2001 | 2011 | 2021 |
| --------- | ---- | ---- | ---- | ---- | ---- | ---- | ---- | ---- | ---- | ---- | ---- | ---- |
| Население | 30   | 51   | 76   | 109  | 104  | 82   | 37   |      |      |      |      |      |